# Phyllis Bottome
Phyllis Bottome, verheiratete Phyllis Forbes Dennis, (* 31. Mai 1882 in Rochester (Kent); † 22. August 1963 in London) war eine britische Schriftstellerin, Verfasserin von Kurzgeschichten und Biografin von Alfred Adler.

## Leben
Bottome war die Tochter des amerikanisch-anglikanischen Geistlichen William MacDonald Bottome und der Engländerin Mary (Leatham) Bottome. Sie wuchs mit zwei älteren Schwestern und einem jüngeren Bruder auf. Als sie an Tuberkulose erkrankte, musste sie mehrere Jahre in einem Sanatorium in St. Moritz verbringen, wo sie sich autodidaktisch zur Schriftstellerin ausbildete. Ihr erster Roman erschien 1902. 1917 heiratete sie den britischen Diplomaten Alban Ernan Forbes Dennis, der zunächst in Marseille und dann in Wien als Passkontrollbeamter arbeitete, in Wirklichkeit aber der Leiter des britischen Geheimdienstes MI6 für Österreich, Ungarn und Jugoslawien war. Bottome befreundete sich mit Journalisten und Schriftstellern wie Sinclair Lewis, Ezra Pound und engagierte sich für Fälle, die ihr Leben und ihre Bücher prägten: Flüchtlinge, Juden, Antifaschismus. 
Während ihres Aufenthaltes in Wien studierte Bottome Individualpsychologie bei Alfred Adler, was ihr später bei ihrer Tätigkeit als Lehrerin und Schriftstellerin nützlich war. Sie machte eine Analyse bei Leonhard Seif und mit ihrem Mann bei Adler. 1924 gründete sie mit ihrem Mann eine Schule in Kitzbühel. Mit dem Sprachenunterricht als Grundlage, sollte die Schule eine Gemeinschaft und ein pädagogisches Labor sein, um herauszufinden, wie Psychologie und pädagogische Theorien bei der Überwindung des Chauvinismus helfen könnten. Einer ihrer bekannteren Schüler war der James Bond Autor Ian Fleming. 
1935 kehrte sie nach London zurück, wo sie den Roman The Mortal Storm (Tödlicher Sturm) schrieb, der zu einem Bestseller wurde und als Penguin Special dreizehn Auflagen innerhalb von  zehn Monaten erlebte.

## Werk
Ihr erster Roman Life, the Interpreter erschien 1902 in New York und London. Er handelt von Bildung der Frauen, Klassenunterschieden und sozialen Konventionen. 1934 wurde ihr bekanntester Roman Private Worlds publiziert, der in einer psychiatrischen Klinik spielt. Er wurde 1935 unter dem deutschen Titel Oberarzt Dr. Monet mit Claudette Colbert und Charles Boyer und unter der Regie von Gregory La Cava verfilmt. Sie hoffte, der Roman würde die Öffentlichkeit auf die psychischen Krankheiten aufmerksam machen und zu besseren Behandlungsmöglichkeiten führen. 
Ihr Aufenthalt in den späten 1930er Jahren in Deutschland inspirierte sie zum Buch The Mortal Storm (Tödlicher Sturm), das vom Widerstand einer deutschen Frau gegen den Antisemitismus in Nazi-Deutschland handelt und zu einem Bestseller wurde. Die Filmversion Tödlicher Sturm wurde 1940 zu einem der ersten Anti-Nazifilme aus Hollywood. Insgesamt wurden vier ihrer Werke verfilmt. 
1962 erschien der dritte und letzte Band ihrer Autobiographie mit dem Titel The Goal (Das Ziel). Sie schrieb zweiunddreißig Romane (Science-Fiction und Non-Fiction), zwölf Bücher mit Kurzgeschichten und mehrere Biographien.
In der Times-Literaturbeilage wurde Bottome mehr als Kommentatorin der sozialen Zustände denn als eine unterhaltende Schriftstellerin dargestellt. Sie habe ein scharfes Auge für die Schwierigkeiten in den Beziehungen gehabt und ein wirkliches Talent, politische Hintergründe ins Gedächtnis zu rufen. Sie verlor nie ihre Überzeugung, dass Bildung im weitesten Sinne der Schlüssel zur Gesellschaftsveränderung war, um eine Wiederholung der Misere zu verhindern, durch die die Welt soeben gegangen war. Sie verwendete die Theorien Adlers, um den Wahnsinn zu erklären, der sich der Welt bemächtigt hatte. Als sie starb, bezeichnete sie Radio BBC als Vorkämpferin der Unterprivilegierten und Unverstandenen.

## Publikationen
- Alfred Adler aus der Nähe porträtiert. Erste deutsche Übersetzung, VTA - Verlag für Tiefenpsychologie und Anthropologie, Berlin 2013, ISBN 978-3-00-040056-8[3].
- Alfred Adler - Apostle of Freedom. London 1939, Faber & Faber. 3rd Ed. Alfred Adler - A Portrait from Life, The Vanguard Press, New York 1957.
- The Dark Tower, 1916
- Kingfisher, 1922
- The Perfect Wife, 1924
- Life of Olive Schreiner, 1924
- Old Wine, 1926
- The Belated Reckoning, 1926
- Windlestraws, 1929
- The Advances of Harriet, 1933
- Private Worlds, 1934
- Murder in the Bud
- Level Crossing, 1936
- Tödlicher Sturm (The Mortal Storm), 1938
- Danger Signal, 1939
- Masks and Faces, 1940
- Formidable to Tyrants, 1941
- London Pride, 1941
- Mansion House of Liberty, 1941
- The Heart of a Child, 1942
- Within a Cup, 1943
- Survival, 1943
- From the Life, 1944, London, Faber & Faber. Six studies of the author's friends Alfred Adler, Max Beerbohm, Ivor Novello, Sara Delano Roosevelt, Ezra Pound, Margaret MacDonald Bottome.
- The Lifeline, 1946
- Innocence and Experience, 1947
- Search for a Soul, 1947
- Fortune's Finger, 1950
- Under the Skin - Love Drew no Color Line when a White Woman entered a Negro's World, 1950
- The Challenge, 1953
- The Secret Stair, 1954
- Against Whom? 1954
- Eldorado Jane, 1956
- Walls of Glass, 1958
- The Goal, 1962 - her autobiography (Digitalisat in der Digital Library HathiTrust)
- Our New Order or Hitler's? A Selection of Speeches by Winston Churchill, Archbishop of Canterbury, Anthony Eden & Others, ed. by Ph. Bottome, Penguin Books Middlesex 1943